# Nell Rankin
Pour les articles homonymes, voir Rankin.
Répertoire
- Aida de Verdi
- Carmen de Bizet

Nell Rankin est une mezzo-soprano américaine née à Montgomery dans l'Alabama le 3 janvier 1924 et morte à New York le 13 janvier 2005. Bien qu'ayant eu une carrière internationale, elle a surtout chanté au Metropolitan Opera où elle a travaillé de 1951 à 1976. Rankin a été particulièrement admirée pour ses rôles d'Amneris dans l'Aida de Verdi et de Carmen dans l'opéra de Bizet. La revue Opera News écrit, "Sa voix pleine, généreuse et son phrasé précis, spécialement dans le répertoire Italien, étaient uniques parmi les mezzos américaines de sa génération.

## Jeunesse et éducation
Née à Montgomery dans l'Alabama, Rankin est issue d'une famille de musiciens. De même que sa mère, son père, sa sœur et son frère, Rankin a grandi en jouant de divers instruments de musique. Elle a commencé à l'âge de quatre ans à chanter pour des publicités à la radio. Adolescente, elle a étudié le chant avec Jeanne Lorraine au Conservatoire de Birmingham. Pour pouvoir payer ses leçons avec Lorraine, Rankin a loué la piscine du Collège de Huntingdon et a passé ses étés à enseigner aux enfants de Montgomery à nager. La soprano Helen Traubel s'est rendue au conservatoire pour un récital en 1943 alors que Rankin y était étudiante. Déterminée à réussir dans une carrière à l'opéra, Rankin est allée dans les coulisses et a persuadé Coenraad Bos, l'accompagnateur de Mme Traubel, de l'écouter chanter. Sur les conseils de Bos, elle a déménagé à New York pour poursuivre ses études avec Karin Branzell. Sa sœur Ruth Rankin, une soprano avec des ambitions similaires, a déménagé avec elle.

## Carrière
Rankin a fait ses débuts professionnels dans un récital au Town Hall, en compagnie de sa sœur en mars 1947. Pour son début à l'opéra, elle a joué le rôle d'Amneris dans une production d'Aida au Salmaggi Opera Company à Brooklyn, avec sa sœur dans le rôle-titre.
Rankin a rejoint l'Opéra de Zürich en 1948 où elle a fait ses débuts dans le rôle d'Ortrud de Lohengrin de Wagner. Elle est restée au sein de la compagnie pendant deux ans et a participé à 126 représentations durant la seule première année. En 1950, elle est allée au théâtre de Bâle où elle a chanté Amneris de Aida et Dalila du Samson et Dalila de Saint-Saëns. La même année, elle est devenue la première chanteuse américaine à remporter le premier prix au Concours international d'exécution musicale de Genève, ce qui a établi sa réputation dans le monde de l'opéra ; elle a vite reçu de nombreuses invitations à se produire sur les meilleures scènes d'opéra.
En 1951, elle a débuté à la Scala, à l'Opéra d'État de Vienne, et au Metropolitan Opera, toujours dans le rôle d'Amneris d'Aida. La même année, elle a enregistré le rôle de Suzuki dans Madame Butterfly de Puccini, à côté de Renata Tebaldi, pour Decca Records et était soliste dans la production du Requiem de Verdi à La Scala, dirigé par Victor de Sabata, avec Renata Tebaldi, Giacinto Prandelli et Nicola Rossi-Lemeni. En 1953, elle fait ses débuts au Royal Opera House, Covent Garden, et au San Francisco Opera, les deux fois dans le rôle-titre de Carmen de Bizet. Elle a aussi l'honneur de donner un récital à l'occasion du couronnement de la reine Élisabeth II.
Même si Rankin a chanté dans plusieurs grandes salles tout au cours de sa carrière, la majeure partie du temps, elle a chanté à New York au Metropolitan Opera entre 1951 et 1976. Elle y a chanté les rôles de Carmen, de la Princesse de Bouillon dans Adriana Lecouvreur de Cilea, de Madelon dans Andrea Chénier de Giordano, de Santuzza dans Cavalleria rusticana de Mascagni, de Marina dans Boris Godounov de Moussorgski, de Giulietta dans Les Contes d'Hoffmann d'Offenbach, d'Herodias dans Salome de Richard Strauss, de Maddalena dans Rigoletto de Verdi, d'Azucena dans Il trovatore de Verdi, de la Princesse Eboli dans Don Carlo de Verdi, d'Ulrica dans Un ballo in maschera de Verdi, de Brangäne dans Tristan und Isolde de Wagner, de Gutrune dans le Götterdämmerung de Wagner, de Fricka dans Die Walküre de Wagner et d'Ortrud dans Lohengrin de Wagner entre autres. Son dernier rôle dans ce théâtre a été celui de Laura dans La Gioconda de Ponchielli le 16 avril 1976.
Parmi d'autres prestations remarquables de Rankin, il faut noter le rôle principal du Carmen produit pour la télévision en 1954 par CBS et plusieurs passages à La Scala, dont le rôle de Cassandre dans Les Troyens de Berlioz en 1960. Elle a débuté à l'Opéra lyrique de Chicago en 1959 dans le rôle de la Princesse Eboli du Don Carlo de Verdi. Elle s'est aussi produite au Teatro San Carlo à Naples dans le rôle d'Adalgisa de la Norma de Bellini en 1963. En 1971, elle reprend Carmen dans la toute première production de Lyric Opera Company of Long Island. Elle s'est aussi produite au Théâtre Colón en Argentine, au Palacio de Bellas Artes à Mexico, au Liceu à Barcelone. Elle était également admirable en récital et en concert.
Après s'être retirée du Metropolitan Opera, Rankin s'est consacré à l'enseignement, d'abord à l'Academy of Vocal Arts à Philadelphie, de 1977 à 1984, puis à New York sous forme de leçons particulières jusqu'à sa retraite en 1991.